# Ем (Савоја)
Ем (фр. Aime) насеље је и општина у источној Француској у региону Рона-Алпи, у департману Савоја која припада префектури Albertville.
По подацима из 2011. године у општини је живело 3541 становника, а густина насељености је износила 69,79 становника/km². Општина се простире на површини од 50,74 km². Налази се на средњој надморској висини од 680 метара (максималној 2.589 m, а минималној 596 m).

## Демографија
| 1962. | 1968. | 1975. | 1982. | 1990. | 1999. | 2011. |
| ----- | ----- | ----- | ----- | ----- | ----- | ----- |
| 2.122 | 2.267 | 2.454 | 2.615 | 2.963 | 3.229 | 3.541 |

График промене броја становника у току последњих година